# 38 Pułk Artylerii Lekkiej (LWP)

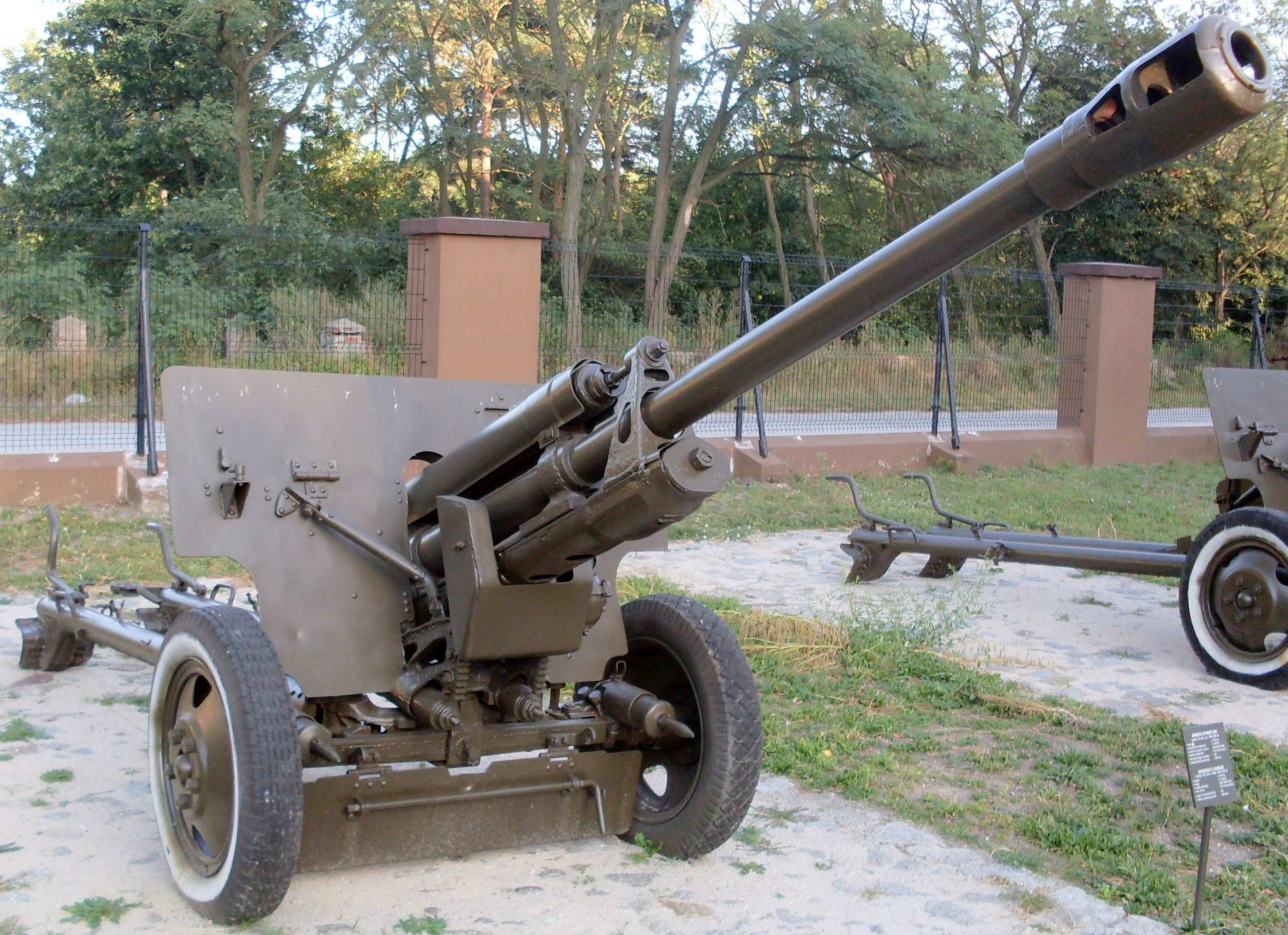
76 mm armata dywizyjna wz. 1942

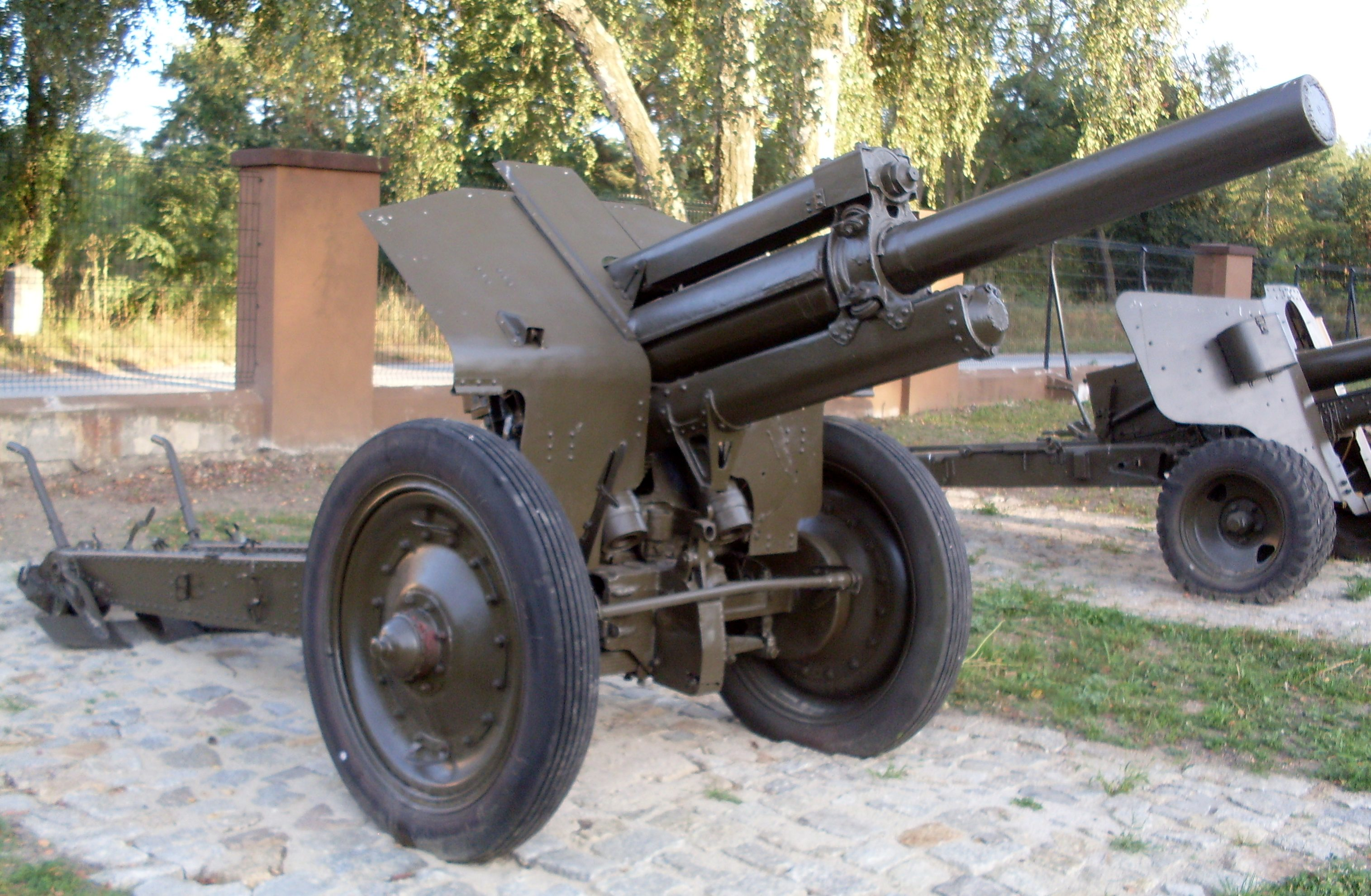
122 mm haubica wz. 1938 (M-30)

38 pułk artylerii lekkiej (38 pal) – oddział artylerii lekkiej ludowego Wojska Polskiego.

## Formowanie i działania bojowe
Pułk sformowany został na podstawie rozkazu nr 8 Naczelnego Dowództwa Wojska Polskiego z 20 sierpnia 1944, w składzie 7 Łużyckiej Dywizji Piechoty (2 Armia WP). 27 października 1944 w Borkach koło Radzymina żołnierze pułku złożyli przysięgę. Po zakończeniu formowania i szkolenia oddział wykonał daleki marsz przez Kutno do Gorzowa.
Pierwsze działania bojowe prowadził w związku z likwidacją zgrupowania wrocławskiego. Następnie wspierał natarcie 7 DP, w rezultacie którego opanowano Bremenhain, Lodenau, Fronkars, Rietschen. Najcięższe walki pułk toczył od 21 do 29 marca 1945, uczestnicząc w natarciu 7 DP na Budziszyn w celu umożliwienia wyjścia z okrążenia resztkom 5 DP. W pierwszych dniach maja brał udział w operacji praskiej, wspierając działania pułków piechoty. Szlak bojowy zakończył 9 maja 1945 pod Mielnikiem w Czechosłowacji.
Po zakończeniu działań wojennych oddział ulokowany został w garnizonie Koźle. 4 lipca 1945 jednostka otrzymała sztandar ufundowany przez mieszkańców Koźla.
W 1956 oddział przeformowany został na etat nr 5/150 pułku artylerii haubic oraz przyjął tradycje i numer rozformowanego 37 Łużyckiego pułku artylerii lekkiej. Jego nowa nazwa brzmiała 37 Łużycki pułk artylerii haubic.

## Żołnierze pułku
Dowódcy pułku
- ppłk Jan Kasjanow
- ppłk Bolesław Stefan Babecki[5]

Odznaczeni Krzyżem Srebrnym Orderu Virtuti Militari
- ogn. Antoni Pietraszewski

## Skład etatowy
- Dowództwo i sztab
- 3 x dywizjon artylerii
  - 2 x bateria artylerii armat
  - 1 x bateria artylerii haubic
- bateria parkowa

Razem w pułku:
żołnierzy – 1093 (oficerów – 150, podoficerów – 299, kanonierów – 644)
sprzęt:
- 76 mm armaty – 24
- 122 mm haubice – 12
- rusznice przeciwpancerne – 12
- pistolety maszynowe – 419
- samochody – 108
- ciągniki – 24

## Marsze i działania bojowe
|  |  |  |  |  |

## Przekształcenia
38 pułk artylerii lekkiej (1944–1956) → 37 Łużycki pułk artylerii haubic (1956–) → 37 pułk artylerii → rozformowany 1989.